# The Simpsons Balenciaga
The Simpsons | Balenciaga es un cortometraje de animación estadounidense basado en la serie de televisión Los Simpson. Se estrenó el 2 de octubre de 2021 durante la semana del Semana de la Moda de París. Cuenta con la participaciòn de la empresa de modas Balenciaga en la producciòn.
La película está doblada en inglés y francés y está disponible en el sitio web y el canal de YouTube de Balenciaga.

## Sinopsis
Todo comienza en el primer dìa después de Año Nuevo del 2021, donde Homer planifica el cumpleaños de Marge con anticipación para octubre, pero lamentablemente lo recuerda un dìa antes del mismo. Al ver que Marge está durmiendo, la ve con una revista de Balenciaga. Al ver la portada de la revista, Homer decide escribir a la empresa a través de un correo electrónico, solicitando el envío del producto más barato que tengan disponible, a lo que Balenciaga le envía el vestido de la portada con el recibo.
En el cumpleaños de Marge, ésta recibe el pedido de Homer como regalo, por lo que queda emocionada al lucirlo. Para malas noticias, Homer se entera de que el costo del vestido es de 19.000€, por lo que le sugiere devolver el atuendo. Aunque esto es incómodo, Marge también accede a devolverlo, pero no sin antes disfrutar una salida con su esposo, luciendo el vestido. Durante la salida, Homer evita que cualquier acción provoque que el vestido se ensucie, logrando que Marge se sienta feliz en su cumpleaños. Posteriormente, ella devuelve el pedido con una nota de agradecimiento por el breve momento que pasó.
Al terminar de leer la nota, Demna Gvasalia sugiere viajar a Springfield para ponerlos a la moda. Al descubrir lo anticuados e indiferentes que son los ciudadanos, Gvasalia decide llevar a la población a París para la Semana de la Moda de París. Durante el evento, algunos de los ciudadanos participan como modelos, resaltando la familia Simpson con vestidos de Balenciaga. Inicialmente, el público se siente disgustado con la presentación, pero cuando ven que a Anna Wintour le gusta, todos cambian de opinión. El evento termina con Marge, luciendo un vestido dorado y recibiendo una gran ovación.
Después de esto, la empresa celebra en un barco en el río Sena, donde Marge agradece a Homer y a Gvasalia por el gran momento que vivió. Concediendo el deseo de su esposa, Homer canta en francés, pero termina quemándose a causa de un cigarrillo, y aunque Gvasalia trata de apagar el fuego utilizando champagne, Homer prefiere beber el mismo aun cuando su fuego fue sofocado por el personal de Balenciaga.

## Producción
El corto fue dirigido por David Silverman, producido por James L. Brooks, Matt Groening y Al Jean quienes también fueron los guionistas, música hecha por Bleeding FInders Music, grabado y editado en Gracie Films y distribuido por Balenciaga.
Después de que Demna Gvasalia, fanático de Los Simpson desde hace mucho tiempo, presentara la idea al creador del programa Matt Groening en abril de 2020, el cortometraje se produjo en secreto durante casi un año. El esquema original de los escritores de Los Simpson tenía a Balenciaga realizando su desfile de moda en Springfield, pero la ubicación se cambió a París ante la insistencia de Balenciaga. Toda la ropa que aparece en el corto es diseño de Balenciaga, a excepción del vestido ficticio que recibe Marge al principio. Aunque Gvasalia estuvo muy involucrado en la producción, se negó a ser parte del doblaje. En el caso de Anna Wintour, aprobó el uso de su imagen pero no quiso ser parte del doblaje. Para Silverman, el animar la apariencia distintiva y el movimiento de las telas fue particularmente desafiante.
La película no tiene un nombre oficial, por lo que generalmente lo conocen como "The Simpsons | Balenciaga".

## Elenco
- Dan Castellaneta como Homer Simpson / Barney Gumble.
- Julie Kavner como Marge Simpson.
- Nancy Cartwright como Bart Simpson.
- Yeardley Smith como Lisa Simpson.
- Harry Shearer como Waylon Smithers.
- Hank Azaria como Moe Szyslak / Jeff Albertson.
- Chris Edgerly como Demna Gvasalia.
- Tress MacNeille como Anna Wintour.